# 1 Bootis
Désignations
1 Bootis est une étoile binaire de la constellation du Bouvier, située à environ 316 années-lumière du Soleil. Elle est visible à l'œil nu comme une étoile blanche et faible avec une magnitude apparente visuelle combinée de 5,71. La paire avait une distance angulaire de 4,66″ en 2008. Elle se rapproche de la Terre avec une vitesse radiale héliocentrique de −29 km/s.
Le composant primaire de magnitude 5,78, désigné 1 Bootis A, est une étoile blanche de la séquence principale de type spectral A1 V. Elle est âgée de 323 millions d'années et fait 2,5 fois la masse du Soleil. Elle rayonne 56 fois la luminosité du Soleil et sa température effective est de 9 863 K. Elle tourne sur elle-même avec une vitesse de rotation projetée de 60 km/s.
Le système est une source d'émission de rayons X, qui provient très probablement de l'étoile compagne, Bootis B. Cette composante de magnitude 9,60 est une possible étoile de la pré-séquence principale avec une masse similaire à celle du Soleil. Elle rayonne 76 % de la luminosité du Soleil à une température effective de 6 370 K.